# Suzoy
Suzoy és un municipi francès, situat al departament de l'Oise i a la regió dels Alts de França. L'any 2007 tenia 522 habitants.

## Demografia

### Població
El 2007 la població de fet de Suzoy era de 522 persones. Hi havia 188 famílies de les quals 36 eren unipersonals (20 homes vivint sols i 16 dones vivint soles), 72 parelles sense fills i 80 parelles amb fills.
La població ha evolucionat segons el següent gràfic:
Habitants censats

### Habitatges
El 2007 hi havia 206 habitatges, 194 eren l'habitatge principal de la família, 3 eren segones residències i 9 estaven desocupats. 200 eren cases i 5 eren apartaments. Dels 194 habitatges principals, 167 estaven ocupats pels seus propietaris, 23 estaven llogats i ocupats pels llogaters i 4 estaven cedits a títol gratuït; 6 tenien dues cambres, 25 en tenien tres, 61 en tenien quatre i 102 en tenien cinc o més. 140 habitatges disposaven pel capbaix d'una plaça de pàrquing. A 83 habitatges hi havia un automòbil i a 100 n'hi havia dos o més.

### Piràmide de població
La piràmide de població per edats i sexe el 2009 era:
| Homes | Edats   | Dones |
| ----- | ------- | ----- |
| 0     | 95 o +  | 0     |
| 0     | 90 a 94 | 0     |
| 0     | 85 a 89 | 0     |
| 4     | 80 a 84 | 0     |
| 12    | 75 a 79 | 16    |
| 20    | 70 a 74 | 4     |
| 8     | 65 a 69 | 12    |
| 16    | 60 a 64 | 12    |
| 12    | 55 a 59 | 20    |
| 4     | 50 a 54 | 16    |
| 24    | 45 a 49 | 20    |
| 24    | 40 a 44 | 8     |
| 20    | 35 a 39 | 20    |
| 16    | 30 a 34 | 32    |
| 16    | 25 a 29 | 8     |
| 32    | 20 a 24 | 8     |
| 24    | 15 a 19 | 16    |
| 20    | 10 a 14 | 20    |
| 28    | 5 a 9   | 4     |
| 16    | 0 a 4   | 12    |

## Economia
El 2007 la població en edat de treballar era de 342 persones, 241 eren actives i 101 eren inactives. De les 241 persones actives 211 estaven ocupades (122 homes i 89 dones) i 30 estaven aturades (16 homes i 14 dones). De les 101 persones inactives 33 estaven jubilades, 29 estaven estudiant i 39 estaven classificades com a «altres inactius».

### Ingressos
El 2009 a Suzoy hi havia 201 unitats fiscals que integraven 522 persones, la mediana anual d'ingressos fiscals per persona era de 18.225,5 €.

### Activitats econòmiques
Dels 10 establiments que hi havia el 2007, 2 eren d'empreses extractives, 4 d'empreses de construcció, 1 d'una empresa de comerç i reparació d'automòbils, 1 d'una empresa de transport, 1 d'una empresa de serveis i 1 d'una empresa classificada com a «altres activitats de serveis».
Dels 2 establiments de servei als particulars que hi havia el 2009, 1 era un paleta i 1 lampisteria.
L'any 2000 a Suzoy hi havia 4 explotacions agrícoles que ocupaven un total de 228 hectàrees.

## Equipaments sanitaris i escolars
El 2009 hi havia una escola elemental integrada dins d'un grup escolar amb les comunes properes formant una escola dispersa.

## Poblacions més properes
El següent diagrama mostra les poblacions més properes.